# LibreWolf

LibreWolf-Logo

LibreWolf ist ein freier, privatsphäreorientierter Webbrowser. Er ist ein Abspaltung von Firefox und verwendet die jeweils neueste Firefox-Version als Basis.

## Entwicklung
LibreWolf wurde am 7. März 2020 veröffentlicht, zu dem Zeitpunkt nur für Linux. Ein Jahr später wurde eine Version für Windows veröffentlicht, welche es auch im Microsoft Store zum Download gibt. Auch ist mittlerweile die jeweilige Version von LibreWolf als portable Variante erhältlich, benutzerfreundlich über PortableApps.com. Inzwischen gibt es zudem eine Version für MacOS.
Entwickelt und unterhalten wird LibreWolf von freiwilligen Programmierern.

## Funktionen und Eigenschaften
LibreWolf versucht, den negativen Einfluss von Tracking-Technologien auf die Nutzer zu minimieren. Dafür ist der Werbeblocker uBlockOrigin vorinstalliert, außerdem sind die Einstellungen datenschutzfreundlich und auf die Verhinderung von Fingerprinting ausgelegt. Telemetrie und proprietäre Technologien von Mozilla wurden entfernt.

## Vergleich von LibreWolf und Firefox
Unterschiede von LibreWolf zu Firefox sind u. a.:
- Anderes Konzept bezüglich Privatsphäre und Datenschutz
- Teilweise verschiedene Designansätze
- Sicherheitsupdates von Firefox kommen nur mit Verzögerung heraus
- Safe Browsing von Google ist deaktiviert aufgrund von Zensurbedenken, Nutzer werden nicht vor bekannten Phishingwebsites o. ä. gewarnt; jedoch übernimmt uBlockOrigin diese Aufgabe
- Absturzberichte werden nicht an Mozilla gesandt
- Telemetrie ist deaktiviert, das führt zu weniger Feedback für Mozilla und dadurch mutmaßlich zu einem langsameren Entwicklungsfortschritt, steigert jedoch den Schutz persönlicher Daten
- Bestimmte Funktionen, wie WebGL und DRM, sind aufgrund von Trackingbedenken bzw. Einschränkung der Nutzerfreiheit deaktiviert, das führt bei manchen Websites zu Dysfunktionalitäten
- Firefox Translation funktioniert nicht